# زاویه شمال غرب

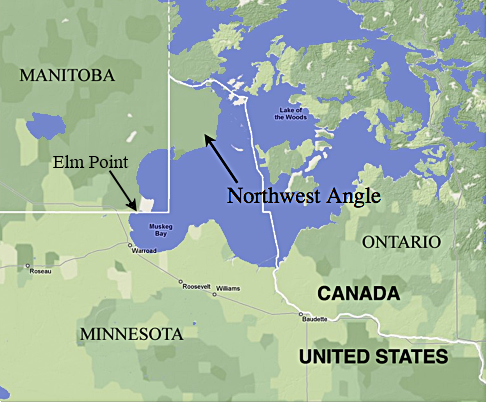
منطقهٔ زاویه شمال غرب.

زاویه شمال غرب (به انگلیسی: Northwest Angle) تنها قسمتی از خاک کشور ایالات متحده آمریکا در ایالت مینه‌سوتا و هم‌مرز کشور کانادا در بالای مدار ۴۹ درجه می‌باشد. این منطقه در تقسیم‌بندی کشوری جزیی از شهرستان لیک وودز محسوب می‌شود و در سرشماری ۲۰۱۰ جمعیت آن ۱۱۹ نفر بود. این منطقه تنها سرزمین بالای مدار ۴۹ درجه خاک ایالات متحده آمریکا می‌باشد که خارج از آلاسکا واقع شده‌است. دلیل شکل ناهمگون آن با سایر نقاط مرزی اشتباه در نقشهٔ مورد استفاده برای معاهده پاریس (۱۷۸۳) می‌باشد.